# 亀山春光
亀山 春光 （かめやま はるみつ、1944年1月23日 - ）は、日本の政治家。長崎県江迎町元町長。

## 人物・経歴
1944年（昭和19年）生まれ。長崎県出身。立教大学法学部卒業。
2005年に長崎県江迎町長となり、続く2009年10月18日投票の江迎町長選挙でも、現職として当選。
2010年3月31日に実施された江迎町、鹿町町、佐世保市との3市町合併による佐世保市への編入の際には、江迎町長として、佐世保市・江迎町・鹿町町合併協議会委員の副会長も務め、合併の向けて尽力した。
合併による町長退任後は、2011年4月24日投票の佐世保市議会議員選挙に当選し、佐世保市議会議員を2015年まで1期務めた。
趣味は園芸、読書、水泳など。